# Franco del Territorio Francés de los Afars y de los Issas
El franco del Territorio Francés de los Afars y de los Issas fue una divisa dividida en cien céntimos, que circuló desde 1968 hasta 1977 en la antigua colonia Territorio Francés de los Afars y de los Issas.

## Monedas
Durante la existencia de esta colonia se editaron monedas de 1, 2, 5, 10, 20, 50 y 100 francos. En primer lugar se acuñaron monedas de uno, dos, cinco y veinte francos en el año 1968. En 1969 se introdujo la moneda de diez francos. Finalmente en 1970 fueron puestas en circulación monedas de cincuenta y cien francos.
| Denominación | Emisión   | Material           | Forma    |
| ------------ | --------- | ------------------ | -------- |
| 1 franco     | 1968-1977 | Aluminio           | Circular |
| 2 francos    | 1968-1977 | Aluminio           | Circular |
| 5 francos    | 1968-1977 | Aluminio           | Circular |
| 10 francos   | 1969-1977 | Bronce de aluminio | Circular |
| 20 francos   | 1968-1977 | Bronce de aluminio | Circular |
| 50 francos   | 1970-1977 | Cuproníquel        | Circular |
| 100 francos  | 1970-1977 | Cuproníquel        | Circular |

## Billetes
Se han emitido, durante los casi diez años de existencia de esta dependencia, dos series de billetes en circulación, pero a pesar de haberse cambiado el diseño de los billetes, se han preservado las mismas denominaciones:
| Denominación  | Emisión   |
| ------------- | --------- |
| 500 francos   | 1968-1977 |
| 1.000 francos | 1968-1977 |
| 5.000 francos | 1968-1977 |